# Нії Лемпті
Нії Одарті Лемпті (англ. Nii Odartey Lamptey; 10 грудня 1974, Тема, Гана) — ганський футболіст. За свою кар'єру з 1990 до 2008 року він грав на позиції нападника і півзахисник, відомий за виступами за «Андерлехт», «ПСВ Ейндховен», «Астон Віллу», «Ковентрі Сіті» і збірну Гани.

## Ранні роки
Нії Лемпті народився в Темі, а зростав у двох найбільших містах Гани: Аккрі і Кумасі. У нього було нещасливе дитинство, оскільки його батьки ігнорували його і часто вдавалися до насильства. Батько Нії був алкоголіком, часто бив хлопця, а іноді гасив об його тіло цигарки. Лемпті часто відмовлявся ночувати вдома і прогулював школу, знаходячи розраду в футболі. Незабаром він досяг успіху в цьому виді спорту, незважаючи на те, що батько-алкоголік лаяв його і ображав всякий раз, коли дивився, як його син грає у футбол.
Коли Лемпті було вісім років, його батьки розлучилися, і його вітчим вигнав його з дому. Нії знайшов притулок у мусульманському футбольному таборі і змінив віру з християнства на іслам, щоб претендувати на вступ. Коли вітчим дізнався про це, він звинуватив свого прийомного сина в блюзнірстві і часто сварився з ним поруч із футбольним табором. Але незабаром стало очевидно, що у молодого Лемпті був талант, і він був узятий в молодіжну команду «Янг Корнерз». Він, зрештою, примирився з батьком, щоб допомогти йому позбавитися від алкогольної залежності, і знову прийняв християнство в 1997 році.

## Клубна кар'єра

### Кар'єра вБенілюксі
Голландський футбольний тренер Ад де Мос підписав контракт з Лемпті, коли йому було 15 років, і привів його до складу бельгійського гранда «Андерлехта» з молодіжної команди «Янг Корнерз».
У Бельгії були змінені правила вікових обмежень, щоб дозволити йому дебютувати в 16 років за «Андерлехт». Лемпті підписав свій перший контракт з «Андерлехтом» у неповних 16 років, ставши наймолодшим гравцем в історії бельгійської ліги.
У сезоні 1990/91 Лемпті дебютував у Кубку УЄФА. «Андерлехт» дійшов до чвертьфіналу. Після програшу на виїзді «Ромі» з рахунком 3:0 «Андерлехт», намагався реабілітуватись перед своїми уболівальниками, проте вже на 70-й хвилині завдяки хет-трику Руді Феллера «Рома» була попереду. Але далі пішли голи Віма Коїмана і Нії Лемпті, що скоротили розрив до мінімуму, але на те, щоб зрівняти рахунок вже не було часу. «Рома» виграла з рахунком 3:2 (6:2 у підсумку).
У сезоні 1991/92 «Андерлехт» пройшов в груповий етап Кубка європейських чемпіонів. Суперниками були «Сампдорія», «Црвена Звезда» і «Панатінаїкос». В останньому матчі перед Новим роком проти югославів Лемпті зрівняв рахунок у першому таймі. На 55-й хвилині Люк Ніліс вивів «Андерлехт» вперед, проте суперник відновив паритет і за дві хвилини до закінчення матчу вийшов вперед. Гра закінчилася з рахунком 3:2 на користь «Црвени Звезди». У підсумку «Андерлехт» посів третє місце в групі і не пройшов у наступний етап.
Молодий ганець швидко зарекомендував себе як результативний нападник, радуючи глядачів своєю хорошою грою і очевидним талантом, за що був прозваний новим Пеле. Після двох успішних сезонів з клубом він був проданий в ПСВ, де зробив аналогічне враження, доставляючи задоволення вболівальникам і фахівцям своєю грою. Лемпті дебютував у складі ПСВ 5 вересня 1993 року в матчі проти «Аякса», гра закінчилась з рахунком 2:0 на користь амстердамського клубу. Своєрідний реванш за поразку Лемпті взяв 6 лютого 1994 року, коли ПСВ обіграв «Аякс» з рахунком 4:1, а Лемпті зробив перший в кар'єрі дубль.

### «Астон Вілла»
Рон Аткінсон ініціював трансфер Лемпті в «Астон Віллу» влітку 1994 року. Цей крок став несподіванкою, оскільки ПСВ в той час був більш успішним клубом, ніж «Астон Вілла», і Лемпті був одним з ключових гравців ПСВ. Тим не менш, на німецькому телебаченні Нії нагадав, що, коли він приїхав у Європу, він підписав ексклюзивний контракт маркетингу з італійським агентом. Він думав, що агент буде діяти тільки в його інтересах.

Антоніо Кальєндо (агент Лемпті) був тіньовим персонажем, який володів правом продажу Лемпті, як рабовласник, що утримує рабів. — думка німецького агента, яке також підтримував майбутній тренер Лемпті Отто Пфістер.

Він думав тільки про те, де б продати Лемпті за кращою ціною, він отримував приблизно 25 % від суми переказу, і тому ганець опинився в «Астон Віллі». Лемпті занадто пізно зрозумів, що ексклюзивний контракт був пасткою, від якої він не міг втекти. Дебют за клуб був непереконливим, «Астон Вілла» програла «Блекберн Роверс» з рахунком 3:1, 24 вересня 1994 року. Лемпті не зміг справити враження на «Вілла Парк», забивши всього три голи, всі в матчах Кубка Ліги проти «Віган Атлетік» (один в домашньому матчі і двічі в гостях).

### «Ковентрі Сіті»
Після звільнення Аткінсона з поста тренера «Вілли» він взяв з собою Лемпті в свій новий клуб «Ковентрі Сіті». І знову Нії забивав тільки в Кубку Ліги: два рази в матчі проти «Галл Сіті» (один раз у домашньому матчі і один раз у гостях). 14 жовтня 1995 року «Ковентрі» не пропустив жодного гола в матчі з «Ліверпулем» на «Енфілді», в підсумку — безгольова нічия, на цій грі були присутні 39 тисяч уболівальників. Однак через два тижні команда зазнала поразки у матчі з «Лідс Юнайтед» з рахунком 3:1, Лемпті провів на полі 50 хвилин. Його подальші виступи в «Ковентрі» довели, що стиль гри Лемпті не підходив для Прем'єр-ліги, пізніше перебування в Італії також було невдалим. Лемпті пішов на угоду з клубом Серії B, «Венеція». Цей процес став початком кінця кар'єри Лемпті, і він не зміг цьому протистояти.

### Пізня кар'єра
Лемпті приєднався до «Венеції» з Італії, а потім переїхав до Аргентини. Спочатку він хотів грати за клуб, де свого часу виступав Дієго Марадона — «Бока Хуніорс», але у «Боці» було занадто багато іноземців у складі, тому ганець приєднався до «Уніона Санта-Фе». Наступним клубом Лемпті став «Анкарагюджю», в чемпіонаті Туреччини він провів 10 матчів і забив один гол в останньому турі першості у ворота «Алтая», проте його команда програла з рахунком 3:2.
Після невдалого перебування в португальській «Уніан Лейрії» він найняв собі нового агента з Німеччини, який ініціював його перехід в «Гройтер». Тим не менш, Лемпті і його дружині не сподобалося в Німеччині, вони були не в силах пережити культурний шок. Нії не був настільки поганий, як у попередніх клубах, і часто виходив на заміну. Перший матч у клубі Лемпті зіграв в рамках кубка Німеччини 31 липня 1999 року, в тому ж матчі він відзначився голом, подвоївши перевагу «Гройтера» в грі проти «Карл Цейсс», в кінцевому рахунку суперник забив гол престижу, а матч закінчився з рахунком 2:1. Він дебютував у Другій Бундеслізі 20 серпня в матчі проти «Кельна», гра закінчилася безгольовою нічиєю. Через дев'ять днів Лемпті зробив дубль у чемпіонаті в матчі з «Рот-Вайсс Обергаузен» (3:4).
У 2000 році команда здобула кілька великих перемог з участю Лемпті. 12 березня «Гройтер» обіграв «Штутгартер Кікерс» з рахунком 5:1 (Лемпті забив один гол). 13 серпня була здобута перемога з рахунком 4:1 над «Хемніцером». А 1 жовтня Лемпті знову забив у ворота «Алеманії Ахен» 3:0. 22 квітня 2001 року Лемпті разом з клубом здобув найбільшу перемогу в кар'єрі над «Штутгартер Кікерс» з рахунком 5:0. Однак він виявився занадто слабким для грубої Другої Бундесліги і незабаром переїхав в Азію.
Лемпті приєднався до китайського клубу «Шаньдун Лунен». 8 липня 2001 року ганець забив перший гол у Китаї, відкривши рахунок у матчі з «Ляонін Хувін», а його команда виграла з рахунком 3:1. Через тиждень Лемпті зробив перший дубль в піднебесній, забивши по голу на перших і останніх хвилинах в ворота столичного «Бейцзін Гоань», крім Лемпті, в тому матчі ніхто не забивав. 25 листопада «Шаньдун Лунен» обіграв «Сичуань Гуаньчен» з рахунком 4:2, а Нії відзначився голом на 62-й хвилині. 9 грудня його команда з аналогічним рахунком обіграла «Баї», на цей раз гол Лемпті встановив остаточний результат. За підсумками сезону його команда посіла 6-е місце. В сезоні 2002 року Лемпті забив свій перший гол 13 квітня, подвоївши на останніх хвилинах перевагу своєї команди над «Шанхай Шеньхуа». 31 серпня Лемпті забив у ворота іншого шанхайського клубу, «Гуйчжоу Женьхе», чим подвоїв перевагу своєї команди. У цьому сезоні «Шаньдун Лунен» піднявся на дві позиції і став четвертим. Він описав своє перебування в Китаї як найщасливіший час у його житті, нарешті він був знову прийнятий вболівальниками і фахівцями. Потім він перейшов в «Ан-Наср Дубай», а пізніше повернувся назад в Гану, в «Асанте Котоко».
Лемпті заявив, що незважаючи ні на що, він не відчуває себе переможеним. Він також заснував школу, яка носить його ім'я і є його гордістю. Пам'ятаючи своє неблагополучне дитинство, він хотів, щоб інші діти були щасливі і готові до життя в суспільстві. У 2008 році в його школу ходили майже 400 учнів.
5 березня 2007 року Лемпті підписав контракт з південноафриканської командою «Джомо Космос», де грав до 1 грудня 2007 року. Після закінчення кар'єри Лемпті зайнявся розведенням порід великої рогатої худоби на фермі на околиці міста Аккра.

## Кар'єра в збірних

### Молодіжні збірні
На міжнародних змаганнях Лемпті почав представляти свою країну в 1989 році на юнацькому чемпіонаті світу, де його збірна не вийшла з групи, зігравши внічию з Шотландією і Кубою і програвши Бахрейну. Лемпті вперше почав привертати увагу світової футбольної громадськості у 1991 році, коли він привів юнацьку збірну Гани, відому як «Чорні зірочки», до перемоги на юнацькому чемпіонаті світу. Він став найкращим гравцем турніру, отримавши Золотий м'яч першості, він обійшов аргентинців Хуана Себастьяна Верона і Марсело Гальярдо і італійця Алессандро Дель П'єро. Згодом він став відомий як новий Пеле.
Його швидкість, швидкість мислення і зіграність з товаришами по команді (капітаном Алексом Опоку і колегами по півзахисті Мохаммедом Гарго та Еммануелем Дуа) були помічені світовим футбольним співтовариством. Його бажання грати ближче до штрафного майданчика суперника допомогло йому забити чотири голи, що зробило його найкращим бомбардиром турніру.
На знак визнання його гри на юнацькому чемпіонаті світу в 1991 році він зайняв п'яте місце в списку найкращих африканських футболістів року.
Пізніше Лемпті перейшов у молодіжну збірну Гани, відому як «Чорні супутники», з якою виграв Кубок африканських націй (до 20 років), а потім програв Бразилії у фіналі молодіжного чемпіонату світу в Австралії. Незважаючи на те, що Гана відкрила рахунок, у другому таймі Бразилія відігралася і за дві хвилини до кінця матчу вийшла вперед, підсумковий рахунок 2:1. Він також забив у матчі проти Португалії, який Гана виграла з рахунком 2:0.
Влітку 1992 року молодий Ні] Лемпті у складі Гани до 23 років зайняв третє місце на літніх Олімпійських іграх 1992 року в Барселоні. Гана, яка була наймолодшою командою в турнірі (середній вік команди становив 18,8 років), здивувала футбольну громадськість, ставши бронзовим призером і першою африканською футбольною збірною, яка отримала олімпійську медаль. У матчі за 3-тє місце Гана з мінімальним рахунком обіграла Австралію, єдиний гол забив Айзек Асаре. Лемпті таким чином приводив Гану до успіху у всіх молодіжних міжнародних турнірах, в яких він грав.

### Основна збірна
У 16 років Нії Лемпті забив у своєму дебютному міжнародному матчі за основну збірну у відборі на Кубок африканських націй, на 43-й хвилині в домашньому матчі проти Того. Гана виграла матч з рахунком 2:0. Він став регулярним гравцем збірної, і його гарний виступ допоміг йому закріпитися в основі «Чорних зірок», де він утворив сильну атакуючу ланку з капітаном команди Абеді Пеле і нападником Тоні Єбоа. Гана програла у фіналі Кубка африканських націй 1992 року у Сенегалі Кот-д'Івуару в серії пенальті з рахунком 11:10, хоча Лемпті реалізував свій удар. Таким чином він зіграв у фіналі Кубка африканських націй в 17 років. Він продовжував виступати за збірну на високому рівні в настільки юному віці, граючи з тих пір у всіх міжнародних матчах Гани.
Останній матч у фінальній частині міжнародних турнірів він зіграв 31 січня 1996 року в півфіналі Кубка африканських націй, суперником була ПАР, однак Лемпті був видалений з поля, а його команда програла з рахунком 3:0. «Чорні зірки» посіли четверте місце, програвши Замбії у матчі за 3-тє місце без дискваліфікованого Лемпті.
Його останній матч за збірну закінчився поразкою з рахунком 8:2 від Бразилії в Сан-Жозе-ду-Ріу-Прету, 27 березня 1996 року. Це був товариський матч в рамках підготовки до літніх Олімпійських ігор 1996 року. Багато експертів вважають, що численні перельоти в Африку і назад на міжнародні матчі завели в глухий кут його кар'єру на клубному рівні. Його кар'єра пізніше пішла на спад.

### Матчі за збірні
| Матчі и голи Лемпті за збірні Гани під егідою ФІФА | Матчі и голи Лемпті за збірні Гани під егідою ФІФА | Матчі и голи Лемпті за збірні Гани під егідою ФІФА | Матчі и голи Лемпті за збірні Гани під егідою ФІФА | Матчі и голи Лемпті за збірні Гани під егідою ФІФА | Матчі и голи Лемпті за збірні Гани під егідою ФІФА | Матчі и голи Лемпті за збірні Гани під егідою ФІФА |
| -------------------------------------------------- | -------------------------------------------------- | -------------------------------------------------- | -------------------------------------------------- | -------------------------------------------------- | -------------------------------------------------- | -------------------------------------------------- |
| №                                                  | Дата                                               | Суперник                                           | Рахунок                                            | Голи Лемпті                                        | Турнір                                             |                                                    |
| 1                                                  | 10 червня 1989                                     | Шотландія                                          | 0:0                                                | −                                                  | Юнацький чемпіонат світу 1989                      |                                                    |
| 2                                                  | 12 червня 1989                                     | Бахрейн                                            | 0:1                                                | −                                                  | Юнацький чемпіонат світу 1989                      |                                                    |
| 3                                                  | 14 червня 1989                                     | Куба                                               | 2:2                                                | −                                                  | Юнацький чемпіонат світу 1989                      |                                                    |
| 4                                                  | 17 серпня 1991                                     | Куба                                               | 2:1                                                | 2                                                  | Юнацький чемпіонат світу 1991                      |                                                    |
| 5                                                  | 20 серпня 1991                                     | Уругвай                                            | 2:0                                                | 1                                                  | Юнацький чемпіонат світу 1991                      |                                                    |
| 6                                                  | 22 серпня 1991                                     | Іспанія                                            | 1:1                                                | -                                                  | Юнацький чемпіонат світу 1991                      |                                                    |
| 7                                                  | 25 серпня 1991                                     | Бразилія                                           | 2:1                                                | 1                                                  | Юнацький чемпіонат світу 1991                      |                                                    |
| 8                                                  | 28 серпня 1991                                     | Катар                                              | 0:0                                                | -                                                  | Юнацький чемпіонат світу 1991                      |                                                    |
| 9                                                  | 31 серпня 1991                                     | Іспанія                                            | 1:0                                                | -                                                  | Юнацький чемпіонат світу 1991                      |                                                    |
| 10                                                 | 26 липня 1992                                      | Австралія                                          | 3:1                                                | -                                                  | Олімпійські ігри 1992                              |                                                    |
| 11                                                 | 28 липня 1992                                      | Данія                                              | 0:0                                                | -                                                  | Олімпійські ігри 1992                              |                                                    |
| 12                                                 | 30 липня 1992                                      | Мексика                                            | 1:1                                                | -                                                  | Олімпійські ігри 1992                              |                                                    |
| 13                                                 | 2 серпня 1992                                      | Парагвай                                           | 4:2                                                | -                                                  | Олімпійські ігри 1992                              |                                                    |
| 14                                                 | 5 серпня 1992                                      | Іспанія                                            | 0:2                                                | -                                                  | Олімпійські ігри 1992                              |                                                    |
| 15                                                 | 7 серпня 1992                                      | Австралія                                          | 1:0                                                | -                                                  | Олімпійські ігри 1992                              |                                                    |
| 16                                                 | 31 січня 1993                                      | Бурунді                                            | 1:0                                                | -                                                  | Кваліфікація на ЧС-1994                            |                                                    |
| 17                                                 | 6 березня 1993                                     | Уругвай                                            | 1:1                                                | -                                                  | Молодіжний чемпіонат світу 1993                    |                                                    |
| 18                                                 | 9 березня 1993                                     | Німеччина                                          | 2:2                                                | -                                                  | Молодіжний чемпіонат світу 1993                    |                                                    |
| 19                                                 | 11 березня 1993                                    | Португалія                                         | 2:0                                                | 1                                                  | Молодіжний чемпіонат світу 1993                    |                                                    |
| 20                                                 | 13 березня 1993                                    | Росія                                              | 3:0                                                | -                                                  | Молодіжний чемпіонат світу 1993                    |                                                    |
| 21                                                 | 17 березня 1993                                    | Англія                                             | 2:1                                                | -                                                  | Молодіжний чемпіонат світу 1993                    |                                                    |
| 22                                                 | 20 березня 1993                                    | Бразилія                                           | 1:2                                                | -                                                  | Молодіжний чемпіонат світу 1993                    |                                                    |

Загальна: 22 матчі / 5 голів; 12 перемог, 7 нічиїх, 3 поразки.

## Статистика виступів
| Сезон     | Клуб             | Країна     | Матчі | Голи |
| --------- | ---------------- | ---------- | ----- | ---- |
| мол.      | Янг Корнерз      | Гана       | ?     | ?    |
| 1990/91   | Андерлехт        | Бельгія    | 14    | 7    |
| 1991/92   | Андерлехт        | Бельгія    | 15+4  | 2+1  |
| 1992/93   | Андерлехт        | Бельгія    | 1     | 0    |
| 1993/94   | ПСВ              | Нідерланди | 22    | 10   |
| 1994/95   | Астон Вілла      | Англія     | 6     | 0    |
| 1995/96   | Ковентрі Сіті    | Англія     | 6     | 0    |
| 1996/97   | Венеція          | Італія     | 5     | 0    |
| 1997      | Уніон (Санта-Фе) | Аргентина  | 6     | 0    |
| 1997/98   | Анкарагюджю      | Туреччина  | 10    | 1    |
| 1998/99   | Уніан Лейрія     | Португалія | 7     | 0    |
| 1999/2000 | Гройтер Фюрт     | Німеччина  | 22+3  | 4+1  |
| 2000/01   | Гройтер Фюрт     | Німеччина  | 14+2  | 1+0  |
| 2001      | Шаньдун Лунен    | КНР        | 18    | 5    |
| 2002      | Шаньдун Лунен    | КНР        | 19    | 2    |
| 2003/04   | Ан-Наср (Дубай)  | ОАЕ        | ?     | ?    |
| 2005/06   | Асанте Котоко    | Гана       | ?     | ?    |
| 2006/08   | Джомо Космос     | ПАР        | ?     | ?    |

## Тренерська кар'єра
19 лютого 2009 року Лемпті підписав контракт на посаду помічника головного тренера «Елевен Вайз», тут він працював з новим головним тренером Чарльзом Аконнором. У сезоні 2009/10 клуб зайняв 16-е місце в чемпіонаті Гани. Після призначення Аконнора технічним директором клубу Лемпті став асистентом Ганса-Дітера Шмідта, нового головного тренера.
Лемпті створив свою власну академію в 2010 році під назвою «Глоу Лемп Соккер Академі», пізніше вона була перейменована в «Голден Лайонз Академі» після приєднання до амбітного всеафриканскому проекту футбольної академії «ЛайонШейр» в червні 2011 року.

## Досягнення

### Командні
«Андерлехт»
- Чемпіон Бельгії: 1990/91, 1992/93

Збірна Гани
- Чемпіон світу (U-17): 1991

- Срібний призер Кубка африканських націй: 1992
- Бронзовий олімпійський призер: 1992

- Чемпіон Африки (U-21): 1993

### Особисті
- Золотий м'яч юнацького чемпіонату світу: 1991
- Футболіст року в Африці (5-е місце): 1991

## Особисте життя
Нії Лемпті одружений (дружину звуть Глорія) і має двох дітей, однак в свій час його родичі були проти шлюбу: Лемпті був представником народу га, його дружина — фанті. В Аргентині його дружина народила третю дитину, Дієго, названого в честь Марадони. Але незабаром Дієго серйозно захворів. Лікарі Буенос-Айреса два з половиною місяці боролися за життя хлопця, однак Дієго помер. Великим емоційним ударом був також той факт, що Лемпті хотів поховати свого сина в Гані, але йому відмовила влада. Лемпті впав у депресію і тимчасово відмовився від футболу. У Німеччині його нерідко ігнорували німецькі колеги, і одного разу товариш по команді відмовився спати з ним в одній кімнаті готелю. Його новонароджена донька Ліза теж померла незабаром після народження.
З початку сезону 2012/13 група вболівальників «Ковентрі Сіті» запустила проект під назвою «Шоу Нії Лемпті» в честь свого колишнього гравця. Перший епізод вийшов 16 серпня 2012 року, обговорювався виліт з Чемпіоншіпа і надії на новий сезон, також учасники шоу дискутували про те, кого можна назвати обличчям клубу. Через десять днів вийшов особливий випуск, присвячений звільненню головного тренера клубу Енді Торна. В серпні 2015 року число епізодів перейшло за сотню.